# ديف مارش (كاتب)
ديف مارش (بالإنجليزية: Dave Marsh)‏ هو صحفي وكاتب أمريكي، ولد في 1 مارس 1950 في ديترويت في الولايات المتحدة.

## وصلات خارجية
- ديف مارش على موقع IMDb (الإنجليزية)
- ديف مارش على موقع ميوزك برينز (الإنجليزية)